# Ade (Almeida)
Ade ist ein Ort und eine ehemalige Gemeinde (Freguesia) im portugiesischen Kreis Almeida. In der Gemeinde lebten 73 Einwohner (Stand 30. Juni 2011).
Am 29. September 2013 wurden die Gemeinden Ade, Mesquitela, Monte Perobolço und Castelo Mendo zur neuen Gemeinde União das Freguesias de Castelo Mendo, Ade, Monteperobolso e Mesquitela zusammengefasst.